# 現代劇
現代劇（げんだいげき）は、日本の演劇や映画（劇映画）、テレビドラマ等を2つに大別し、現代を題材とした作品を指す大ジャンルである。他方の大ジャンルは時代劇であり、時代劇が明治維新以前の江戸時代、あるいはそれ以前の日本史上における古い時代を舞台としたものであるのに対し、現代劇は、明治維新以降の近現代世界を描いた作品を指す。現代風俗、現代の世相における感情、現代における思想などをテーマとし、演劇、劇映画、あるいはテレビ・ビデオ等の映像メディアでの劇作品で描く。

## 歴史

### 前史 - 世話物 / 時代物
日本における分類法である「時代劇」と「現代劇」の2項対立の源泉は、歌舞伎や浄瑠璃における、世話物と時代物の2項対立にある。江戸時代に発達した演劇である歌舞伎・浄瑠璃においては、江戸時代において当時の「現代」であったリアルタイムの時代に起きた事件や噂、恋愛感情や義理人情を物語にして描いた「世話物」、リアルタイムではない、江戸時代以前、とくに武将たちに起きた事件等を物語る「時代物」に大別された。
時代劇 / 現代劇という大別は、時代物 / 世話物の大別法が、明治維新以降の日本における演劇、20世紀以降の映像メディアである映画、テレビドラマにおいて捉えなおされたものである。したがって、「時代劇」と「現代劇」との分類においては、江戸時代に「世話物」として分類された作品が、映画・テレビドラマの原作として採用された場合には、江戸時代の時代設定である以上、「時代劇」となる。『仮名手本忠臣蔵』（1748年）はもともと時代物であり、鶴屋南北の『東海道四谷怪談』（1825年） は、発表当時はリアルな世話物、生世話であったが、現代の演劇・映画・テレビドラマにおいては、明快に時代劇であり、現代劇ではない。

### 演劇 - 新派・新劇
1888年（明治21年）、自由党の職業的政治活動家である角藤定憲ら、次いで同じく自由党員であった川上音二郎が開始した壮士芝居は、自らの自由思想を表現、啓蒙するための演劇であった。1900年（明治30年代）前後のジャーナリズムが、それらを「新派劇」、歌舞伎等を「旧派劇」と分類している。「新派劇」では、菊池幽芳の『己が罪』（1899年）、徳冨蘆花の『不如帰』（1898年 - 1899年）、あるいは柳川春葉の『生さぬ仲』（1912年）、泉鏡花の『婦系図』（1907年）といった当時の「現代」を描いた小説が発表されるや、演劇として上演した。
1910年代（明治末期）には、坪内逍遥、島村抱月、小山内薫、市川左團次らがヨーロッパの近代演劇理論の影響下において、2項対立する「旧派劇」「新派劇」を超えて、そのどちらでもない「新劇」を提唱する。新劇はもっぱら翻訳劇から始まり、マクシム・ゴーリキーの戯曲『どん底』（1901年 - 1902年）やヘンリック・イプセンの戯曲『人形の家』（1879年）等を上演した。

### 映画 - 新派映画から新劇映画へ
日本における劇映画の最初は、1899年（明治32年）に駒田好洋・柴田常吉が共同で撮影・監督した『ピストル強盗清水定吉』である。同作は、1886年（明治19年）に実際に起きた事件に題材をとったもので、映画における現代劇の最初の作品でもある。『ピストル強盗清水定吉』は映画化に先立ち、新派の劇団が1897年（明治30年）ごろに上演している。一方、映画における時代劇の最初の作品は、1908年（明治41年）に京都で牧野省三が関西歌舞伎の俳優を起用して監督した『本能寺合戦』であった。同作は1582年（天正10年）に起きた本能寺の変に題材をとり、「旧派」の俳優の芝居を撮影したものであり、明快に時代劇、時代物であった。
時代劇映画『本能寺合戦』を製作・配給した横田商会は、1912年（大正元年）、他の3社と合併して日活を形成し、時代劇のほかに現代劇を製作するが、当時の時代劇と現代劇の区分は、「旧派」「新派」と呼ばれていた。したがって当時の「日活新派」と呼ばれた現代劇は、女性の役どころは、「新派劇」同様、女形の男性俳優が演じていた。「日活新派」は、1913年（大正2年）10月に開所した日活向島撮影所で製作された。日活新派が、日活現代劇部に変わるのは、1922年（大正11年）12月に舞台協会と提携し、岡田嘉子、夏川静江らが日活の現代劇に出演し始めてからのことである。
新劇の影響下にあって、女形を排し女優を起用した現代劇の最初の作品は、1919年（大正8年）に帰山教正が監督した『深山の乙女』と『生の輝き』である。花柳はるみが日本の映画女優第一号となった。帰山の映画芸術協会の製作した現代劇は、天然色活動写真（天活）が配給した。その1年後の1920年（大正9年）2月には、松竹キネマ合名社が設立され、新劇の小山内薫を校長に据えた松竹キネマ俳優学校を設置、伊藤大輔、鈴木伝明、沢村春子らを育成、同年6月に松竹キネマ蒲田撮影所を開所、小山内直轄チームが村田実を監督に『光に立つ女』を製作したのが最初である。
「時代劇は京都、現代劇は東京」という棲み分けは、戦前の日活における「新劇の向島、旧劇の京都」に始まるが、東京でも巣鴨の河合映画、大都映画は時代劇を量産しており、その限りではなかった。戦後、1951年（昭和26年）の東映の設立と、剣戟映画を得意とした阪東妻三郎プロダクションを起源とする東映京都撮影所、新興キネマ東京撮影所を起源とする東映東京撮影所のデュアル・プロダクション体制が、その棲み分けを決定的なものにし、現在に至る。

### テレビドラマ - ホームドラマから始まる
テレビドラマにおける現代劇は、1940年（昭和15年）4月、テレビの実験放送で放送された日本初のテレビドラマ、伊馬鵜平（のちの伊馬春部）作『夕餉前』である。同作はNHK放送技術研究所のスタジオからの生放送のドラマであった。演出はのちに日本放送協会の会長を務めた坂本朝一らであった。伊馬はムーランルージュ新宿座の座付作家で、当時ラジオドラマを手がけていた人物である。同作は、のちにテレビドラマの現代劇における主要ジャンルとなるホームドラマの第1作でもあった。
第二次世界大戦後の1953年（昭和28年）にテレビの本放送が始まるが、生放送ドラマが主流であった。最初のビデオテープによる収録ドラマの放送は、1958年（昭和33年）、大阪テレビ放送（OTV、現在の朝日放送）が製作した『ちんどん屋の天使』であり、ラジオ東京テレビ（KRT、現在のTBSテレビ）の『私は貝になりたい』であったが、これらは収録ドラマにおける現代劇の最初でもあった。

## おもな現代劇
時代劇以外の多くが現代劇である以上、リストの作成は不可能である。
演劇、とくに新派に関しては、新派#主な演目、映画に関しては、時代劇を含めたものである日本の映画作品一覧、テレビドラマに関しては、時代劇と特撮を除いたものである日本のテレビドラマ一覧を参照、主な日本の特撮作品にも現代劇は数多く存在する。

## 註
1. ↑  現代劇、デジタル大辞泉、小学館、コトバンク、2009年11月9日閲覧。
2. ↑  時代劇、デジタル大辞泉、小学館、コトバンク、2009年11月9日閲覧。
3. ↑  時代劇映画、百科事典マイペディア、日立システムアンドサービス、コトバンク、2009年11月9日閲覧。
4. ↑  現代劇、大辞林第二版、三省堂、dictionary.goo.ne.jp, 2009年11月9日閲覧。
5. ↑  世話物、大辞林第二版、2009年11月9日閲覧。
6. ↑  時代物、大辞林第二版、2009年11月9日閲覧。
7. 1 2  新派劇、デジタル大辞泉、小学館、コトバンク、2009年11月9日閲覧。
8. ↑  新劇、百科事典マイペディア / デジタル大辞泉、コトバンク、2009年11月9日閲覧。
9. ↑  『日本映画発達史 1 活動写真時代』、田中純一郎、中央公論社、1968年。
10. ↑  『里見弴随筆集』、里見弴、岩波文庫、1994年 ISBN 4003106083。
11. ↑  『無声映画俳優名鑑』、無声映画鑑賞会編、マツダ映画社監修、アーバン・コネクションズ、2005年、p.130
12. ↑  『日本映画発達史 1 活動写真時代』, p.366、368、374.
13. 1 2  『日本映画監督全集』、キネマ旬報社、1976年、「小山内薫」の項、執筆飯田心美、p.100.
14. ↑  NHKテレビ番組の50年 - HISTORY、日本放送協会、2009年11月9日閲覧。